# Chợ Nhà Xanh
Chợ Nhà Xanh là một khu chợ có vị trí tại quận Cầu Giấy, thành phố Hà Nội, Việt Nam, là một khu chợ dân sinh tự phát, cũng như là một trong những chợ đầu mối ở phía nam thành phố.
Chợ Nhà Xanh được xem là một trong những chợ sinh viên lớn nhất Hà Nội, phục vụ chủ yếu cho đối tượng khách hàng là học sinh, sinh viên. Tuy nhiên, khu vực này thường xuyên xảy ra ùn tắc vào giờ cao điểm, đặc biệt là chiều tối. Chợ Nhà Xanh đang tồn tại nhiều vấn đề như vướng mắc việc di dời chưa thể giải quyết, vấn nạn "chặt chém" khách hàng cùng việc buôn bán hàng giả, hàng nhái.

## Vị trí
Chợ Nhà Xanh có vị trí nằm tại phố Phan Văn Trường, quận Cầu Giấy, thành phố Hà Nội.

## Lịch sử
Theo thông tin từ báo Hànộimới, chợ Nhà Xanh vốn là một chợ tạm, được hình thành một cách tự phát từ thập niên những năm 1980, trong đó chủ yếu kinh doanh các mặt hàng lương thực, thực phẩm đáp ứng nhu cầu cho người dân trong khu vực. Năm 2000, khi thực hiện dự án mở rộng tuyến đường Phan Văn Trường, Uỷ ban Nhân dân quận Cầu Giấy đã tiến hành đầu tư cải tạo, nâng cấp chợ tạm này để giải quyết những vấn đề dân sinh trong khu vực và đưa vào khai thác ổn định từ đó trong một khoảng thời gian dài. Tuy nhiên, do lượng khách ra vào chợ và lượng hàng hóa tiêu thụ đã đạt đến một mức độ nhất định, khiến cho hàng hóa kinh doanh đã lấn chiếm lòng đường, gây ra sự ùn tắc giao thông vào giờ cao điểm.
Cuối năm 2013, lãnh đạo quận Cầu Giấy đã lên phương án di chuyển chợ Nhà Xanh sang địa điểm kinh doanh mới cách vị trí cũ 300m, nằm trên đường Phạm Tuấn Tài, với diện tích 2.600m2 vào thời gian sau Tết Nguyên đán năm 2014. Từ đầu tháng 12 năm 2013, quận Cầu Giấy đã tổ chức tuyên truyền, gặp mặt các hộ kinh doanh để thông báo về tiến độ, phương hướng di chuyển chợ Nhà Xanh đồng thời thành lập tổ công tác cho việc giải phóng mặt bằng. Theo đó, việc di chuyển khu chợ này sang khu vực khác sẽ được tiến hành nhằm đảm bảo tính hiện đại, an toàn và vệ sinh môi trường. Tuy vậy tới ngày 16 tháng 12 cùng năm, gần 20 quầy bán hàng thuộc khu D của chợ đã bị thiêu rụi sau một đám cháy lớn. Vụ hỏa hoạn đã gây thiệt hại lớn về tài sản đối với các tiểu thương. Tới năm 2018, khu chợ vẫn chưa thể hoàn thành việc di dời, khiến cho dân chúng bức xúc vì đây thường là nơi xảy ra tắc nghẽn giao thông. Trả lời cử tri quận Cầu Giấy, Uỷ ban nhân dân thành phố Hà Nội cho biết đã phê duyệt vị trí khu đất chợ Nhà Xanh cơ bản nằm trong đường Trần Quốc Hoàn theo quy hoạch.
Trong thời gian Đại dịch COVID-19 diễn ra mạnh tại Việt Nam, lãnh đạo Hà Nội đã phong toả chợ Nhà Xanh, dẫn đến việc hơn 200 gian hàng tại chợ Nhà Xanh đã phải đóng cửa hoàn toàn, hàng trăm tiểu thương tạm thời mất việc và hàng nghìn mặt hàng không thể tiêu thụ. Sau đó 3 tháng, dù được phép hoạt động trở lại sau thời gian dài tạm đóng cửa nhưng chợ Nhà Xanh vẫn trở nên vắng vẻ và thưa thớt khách hàng.
Tới cuối năm 2022, người dân quận Cầu Giấy tiếp tục kiến nghị Uỷ ban nhân dân thành phố Hà Nội di chuyển chợ Nhà Xanh vì cản trở giao thông, gây mất an ninh trật tự, ảnh hưởng đến người dân xung quanh.

## Hoạt động
Chợ Nhà Xanh là một chợ đầu mối nằm ở phía nam thành phố Hà Nội, có vị trí nằm xen kẽ giữa các trung tâm, xí nghiệp sửa chữa và kinh doanh xe ô tô. Chợ này chủ yếu phục vụ đối tượng sinh viên của các trường đại học trên địa bàn quận Cầu Giấy. Khu vực này thường xuyên xảy ra ùn tắc vào giờ cao điểm, trong đó đặc biệt là thời điểm chiều tối. Do còn có toạ lạc tại khu vực bao quanh là một số trường đại học lớn ở Hà Nội, khu chợ này được mệnh danh là "thiên đường mua sắm" của sinh viên. Ngoài ra, không chỉ là trung tâm thương mại giá rẻ mà nơi đây còn là nơi có nhiều gian hàng ẩm thực đường phố, thu hút nhiều sinh viên xung quanh ghé thăm.
Cũng đặc biệt vào các buổi tối cuối tuần, chợ Nhà Xanh thường có đông đúc người đến mua sắm, trong đó chủ yếu là sinh viên. Báo Dân Trí nêu đặc điểm hàng hóa tại khu chợ này chủ yếu có mức giá rẻ, qua đó phù hợp tài chính của sinh viên. Cách bày bán cũng được thực hiện đơn giản một cách tối đa cho việc tiết kiệm chi phí.

## Vấn đề
Chợ Nhà Xanh thường được truyền thông Việt Nam đưa tin nhiều lần về những vấn đề khác nhau. Năm 2015, một tạp chí điện tử đã đưa tin việc phí gửi xe tại khu chợ này bị "loạn" và không thống nhất, dấy lên nghi vấn về việc vi phạm quy định và đùn đẩy trách nhiệm giữa những người thu phí trông xe và Ban quản lý chợ. Tới đầu năm 2016, bất chấp lãnh đạo thành phố Hà Nội đã nhiều lần thực hiện các biện pháp cấm bán hàng rong trên vỉa hè và lòng đường, tuy nhiên trong một khoảng thời gian dài, chợ Nhà Xanh vẫn là một trong những địa điểm đáng chú ý về tình trạng lấn chiếm vỉa hè và lòng đường làm nơi kinh doanh, buôn bán tiếp diễn thường xuyên. Một tờ báo khác tiếp tục phản ánh về việc phí thu xe tại đây được cho là "quá cao", gây sự bất bình và phản ánh trong dư luận.

### Hàng giả
Một vấn đề khác được nhắc tới khu chợ này là việc kinh doanh hàng nhái, hàng kém chất lượng giả mạo các thương hiệu lớn. Nhiều thương hiệu hàng thời trang mỹ phẩm như MAC, Dior, Chanel đã bị các tiểu thương làm giả, mạo danh và tự cho là "hàng nhập nước ngoài không qua thuế nên giá rẻ". Đứng trước sự việc này, một cán bộ từ Đội quản lý thị trường số 13 của thành phố Hà Nội cho biết đã "nhiều lần kiểm tra và xử phạt hành chính cũng như răn đe", nhưng tình trạng này "vẫn tiếp tục tiếp diễn".

### Vấn nạn "chặt chém" và thái độ cư xử với khách hàng
Ngoài ra, việc một số tiểu thương "chặt chém" cùng thái độ quát nạt khách hàng cũng là một vấn nạn đáng chú ý tại khu chợ. Nhiều ý kiến đã cho rằng chợ Nhà Xanh cũng giống như "bún mắng, cháo chửi", được xem là nét văn hóa "xấu xí" của Hà Nội. Báo Pháp luật Việt Nam cho biết khách hàng sẽ phải hứng chịu sự "cau mày, trợn mắt, buông lời khó nghe" từ tiểu thương nếu đến chợ xem đồ, mặc cả, hỏi giá nhưng không mua, khiến cho dư luận cảm thấy không đồng ý. Báo này đã ví chợ Nhà Xanh là "Thiên đường mua sắm hóa địa ngục" bởi những tiểu thương như vậy. Lý giải về lý do trên, nhiều tiểu thương bán hàng tại chợ Xanh cho biết những người ép, chửi khách khi buôn bán ở đây chỉ là "bộ phận nhỏ", ở "nơi khác đến" chợ thuê quầy hàng và kinh doanh không ổn định.

### Lũ lụt
Mùa hè năm 2017, chợ Nhà Xanh bị nước mưa gây lũ lụt, trong đó mực nước dâng cao và ngập sâu gần 1m. Những năm sau đó, báo chí Việt Nam đều đưa tin ngôi chợ tiếp tục bị nhấn chìm sâu nghiêm trọng trong dòng nước lũ, khiến hàng trăm tiểu thương bị ảnh hưởng và phải dọn hàng để tránh bị nước chìm.

## Sự việc liên quan
- Ngày 16 tháng 12 năm 2013, hơn 20 quầy hàng tại khu D chợ Nhà Xanh đã bị cháy rụi hoàn toàn và 10 quầy hàng bị ảnh hưởng một phần. Một nhân chứng kể lại đám cháy xuất phát từ tiếng nổ nhỏ phát ra ở đoạn đầu khu D của chợ, sau đó nhiều tiếng nổ khác liên tiếp phát ra rồi lửa bùng lên. Đám cháy đã được huy động 9 xe chữa cháy và 200 lính cứu hoả và được dập tắt sau khoảng 3 giờ.[11] Theo đó ước tính thiệt hại từ vụ việc này có thể lên đến hàng chục tỷ đồng.[25]
- Liên quan tới vấn nạn "chặt chém" và chửi khách hàng, một clip vụ việc cô gái trẻ bị đánh, chửi tại một cửa hàng quần áo ở chợ Nhà Xanh đã được tung ra.[26] Theo đó, vì mặc cả giá, cô gái này đã bị chửi mắng, tát liên tục vào mặt.[27] Công an quận Cầu Giấy đã phải vào cuộc, điều tra và xác minh làm rõ sự việc với người bán hàng.[28][29] Cô gái bị tát trong đoạn clip chưa thể liên lạc được.[30]